# Las desventuras del Sheriff Lobo
Las desventuras del Sheriff Lobo (The Misadventures of Sheriff Lobo) es una serie de comedia televisiva estadounidense emitida por la cadena NBC de 1979 a 1981. Es una secuela de B. J. and the Bear que se emitió por la popularidad del personaje del Sheriff Lobo. Se filmaron 37 capítulos, y en la segunda temporada pasó a llamarse Lobo. La serie trataba sobre un torpe comisario de pueblo, Elroy P. Lobo (Claude Akins), y su ayudante Perkins. 
La canción de introducción, interpretada por Frankie Laine, resultó muy popular en EE. UU. 

## Argumento
La trama es una parodia del cine policial, que se desarrolla en un alejado pueblo rural del sur de Estados Unidos, propiamente en el ficticio condado de Orly, Georgia.
Allí se cuentan las andanzas y desventuras de un corrupto e incompetente sheriff (Claude Atkins), secundado por sus no menos inútiles ayudantes, el agente Perkins (Mills Watson) y el agente novato "Birdie" Hawkins (Brian Kerwin). El sheriff Elroy P. Lobo representa a la ley y el orden en el imaginario condado, especialmente cuando la causa interesa a su bolsillo, aunque a veces, también opera contra el crimen, poniendo siempre en relieve su torpeza y la de sus dos ayudantes.

## Elenco
- Claude Akins: Sheriff Elroy P. Lobo
- Mills Watson: Alguacil Perkins
- Brian Kerwin: Alguacil Birdwell Hawkins, alias Birdie
- Cydney Crampton: Rose Lobo Perkins (Temporada 1)
- Janet Lynn Curtis: Margaret Ellen (Temporada 1)
- Leann Hunley: Sarah Cumberland (Temporada 1)
- Nell Carter: Sargento Hildy Jones (Temporada 2)
- Nicolas Coster: Jefe J.C. Carson (Temporada 2)
- Amy Botwinick: Peaches (Temporada 2)
- Tara Buckman: Brandy (Temporada 2)[

## Redifusión
La serie fue distribuida a principios de 1980, como "El Show de BJ / Lobo" para la redifusión y debido a la evidente relación de ambas series televisivas. 
Universal ofreció el programa en dos versiones, uno era el formato original de 60 minutos y el otro tenía episodios cortados para ajustarse a un intervalo de tiempo de media hora de sus versiones originales. Lo que diferencia los episodios de media hora de los completos es que éstos incluyen una pista de risas grabadas.